# Harry Bingham
Harry Bingham (* 1967 in London) ist ein britischer Schriftsteller.
Der als Ökonom ausgebildete Bingham arbeitete zuerst als Investmentbanker bei JPMorgan, später bei einer Förderbank für Osteuropa. Nachdem er die Bankerlaufbahn verlassen hatte, schrieb er zunächst essayistische Sachbücher zu ökonomischen Randthemen. Als ihm das nicht mehr genügte, begann er Kriminalromane zu schreiben. Seine Krimireihe um Detective Sergeant Fiona Griffiths ist auf Englisch und Deutsch erschienen.
Harry Bingham lebt mit seiner Familie in Oxford.

## Werke
- The Money Makers. HarperCollins, 2000, ISBN 978-0-00-651354-4
- Sweet Talking Money. HarperCollins, 2001, ISBN 978-0-00-651355-1
- The Sons of Adam. HarperCollins, 2003, ISBN 978-0-00-715793-8
- Glory Boys. HarperCollins, 2005, ISBN 978-0-00-715795-2
  - Himmelsstürmer. Bastei Lübbe, Bergisch Gladbach 2007, ISBN 978-3-404-15643-6
- The Lieutenant’s Lover. HarperCollins, 2006, ISBN 978-0-00-720551-6
- This Little Britain. Fourth Estate, 2007, ISBN 978-0-00-725848-2
- Stuff Matters. HarperCollins, 2010, ISBN 978-0-00-726017-1
- Getting Published. Bloomsbury, 2010, ISBN 978-1-4081-2895-4
- The Writers’ and Artists’ Guide to How to Write. Bloomsbury, 2012, ISBN 978-1-4081-5717-6

Fiona-Griffiths-Reihe
- Talking to the Dead. Orion, 2012, ISBN 978-1-4091-0937-2
  - Fiona: Den Toten verpflichtet. (Deutsch von Kristof Kurz) Rowohlt, Reinbek 2018, ISBN 978-3-499-29135-7
- Love Story, with Murders. Orion, 2013, ISBN 978-1-4091-3979-9
  - Fiona: Das Leben und das Sterben. (Deutsch von Kristof Kurz) Rowohlt, Reinbek 2018, ISBN 978-3-499-29137-1
- The Strange Death of Fiona Griffiths. Orion, 2014, ISBN 978-1-4091-5310-8
  - Fiona: Als ich tot war. (Deutsch von Andrea O’Brien) Rowohlt, Reinbek 2018, ISBN 978-3-499-29036-7
- This Thing of Darkness. Orion, 2015, ISBN 978-1-4091-6022-9
  - Fiona: Unten im Dunkeln. (Deutsch von Kristof Kurz) Rowohlt, Reinbek 2019, ISBN 978-3-499-27511-1
- The Dead House. Orion, 2016, ISBN 978-1-4091-6152-3
  - Fiona: Wo die Toten leben. (Deutsch von Andrea O’Brien und Kristof Kurz) Rowohlt, Reinbek 2019, ISBN 978-3-499-27510-4
- The Deepest Grave. Orion, 2017, ISBN 978-1-4091-6614-6
  - Fiona: Das tiefste Grab. (Deutsch von Andrea O’Brien und Kristof Kurz) Rowohlt, Reinbek 2019, ISBN 978-3-499-27509-8